# Валдома (Кировский район)
Ва́лдома — деревня в Шумском сельском поселении Кировского района Ленинградской области.

## История
Деревня Валдома упоминается в Дозорной книге Водской пятины Корельской половины 1612 года в Егорьевском Теребужском погосте Ладожского уезда.
Затем деревня Валдома обозначается на карте Санкт-Петербургской губернии 1792 года А. М. Вильбрехта.
На карте Санкт-Петербургской губернии Ф. Ф. Шуберта 1834 года она упомянута как Мыза Валдома.

ВАНДОМА — деревня принадлежит генерал-майорше Пистолькорс, число жителей по ревизии: 30 м. п., 30 ж. п. (1838 год)

ВААГДАНА — деревня баронета Вилье, по просёлочной дороге, число дворов — 15, число душ — 45 м. п. (1856 год)

ВАЛДОМА — деревня владельческая при колодцах, число дворов — 15, число жителей: 46 м. п., 42 ж. п. (1862 год)

В конце XIX века деревня административно относилась к Шумской волости 1-го стана Новоладожского уезда Санкт-Петербургской губернии, в начале XX века — 4-го стана.
По данным «Памятной книжки Санкт-Петербургской губернии» за 1905 год деревня называлась Валдом.
Согласно военно-топографической карте Петроградской и Новгородской губерний издания 1915 года Валдома была мызой при деревне Остров.
С 1917 по 1924 год деревня Валдома входила в состав Валдомского сельсовета Шумской волости Волховского уезда.
С 1924 года в составе Рындельского сельсовета.
С 1927 года в составе Мгинского района.
Согласно данным переписи населения СССР 1926 года в деревне Валдома проживали 175 человек — большинство русские, а также поляки.
В 1928 году население деревни Валдома составляло 240 человек.
По данным 1933 года деревня Валдома входила в состав Рындельского сельсовета Мгинского района.

План деревни Валдома. 1941 год

Согласно топографической карте РККА 1941 года деревня насчитывала 32 двора. На южной окраине деревни находилась школа.
В период Великой Отечественной войны рядом находился аэродром «Валдома» где дислоцировался 14-й Гвардейский Ленинградский Краснознамённый истребительный авиационный полк им. А. А. Жданова.
С 1954 года в составе Ратницкого сельсовета.
В 1958 году население деревни Валдома составляло 96 человек.
С 1960 года в составе Волховского района.
По данным 1966 года деревня Валдома также входила в состав Шумского сельсовета Волховского района.
По данным 1973 года деревня называлась Валдомский Остров и также находилась в подчинении Шумского сельсовета Волховского района.
По данным 1990 года деревня Валдома входила в состав Шумского сельсовета Кировского района.
В 1997 году в деревне Валдома Шумской волости проживал 21 человек, в 2002 году — 13 человек (все русские).
В 2007 году в деревне Валдома Шумского СП проживали 6 человек, в 2010 году — 18.

## География
Деревня находится в восточной части района на автодороге 41К-122 (Лаврово — Шум — Ратница).
Расстояние до административного центра поселения — 8 км.
Расстояние до ближайшей железнодорожной станции Войбокало — 7 км.
Деревня граничит с землями сельскохозяйственного назначения.

## Демография
| 1838 | 1862 | 1997 | 2007 | 2010 | 2011 | 2017 |
| ---- | ---- | ---- | ---- | ---- | ---- | ---- |
| 60   | ↗88  | ↘21  | ↘6   | ↗18  | ↘9   | ↗14  |

## Инфраструктура
По данным администрации на 2011 год деревня насчитывала 41 дом.

## Известные уроженцы
- Иван Петрович Вилин (1901—1944) — лётчик Великой Отечественной войны, генерал-майор авиации (1940)

## Улицы
Луговая.